# Botanik fur Damen
Botanik fur Damen (abreviado Bot. Damen) es un libro con ilustraciones y descripciones botánicas que fue escrito por el naturalista, zoólogo, botánico y ornitólogo alemán Heinrich Gottlieb Ludwig Reichenbach. Fue publicado en Leipzig en el año 1854.